# Burchard VI van Vendôme
Burchard VI van Vendôme (overleden op 26 februari 1353) was van 1315 tot aan zijn dood graaf van Vendôme en van 1338 tot aan zijn dood heer van Castres. Hij behoorde tot het huis Montoire.

## Levensloop
Burchard VI was de oudste zoon van graaf Jan V van Vendôme en diens echtgenote Eleonora, dochter van Filips II van Montfort, heer van Castres. Na het overlijden van zijn vader in 1315 erfde hij het graafschap Vendôme en na de dood van zijn moeder in 1338 erfde hij de heerlijkheid Castres.
In 1329 sloot hij een verdrag met graaf Gwijde I van Blois dat de grens tussen beide graafschappen regelde door een aantal enclaves weg te werken. 
Burchard VI overleed in februari 1353.

## Huwelijk en nakomelingen
Burchard huwde met Alix (1297-1377), dochter van hertog Arthur II van Bretagne. Ze kregen volgende kinderen:
- Jan VI (overleden in 1364), graaf van Vendôme
- Peter (overleden in 1356)
- Burchard (overleden in 1373), heer van Segré
- Simon
- Eleonora, huwde met Hélie de Talleyrand-Périgord
- Johanna (overleden in 1395), huwde met heer Reinoud van Brétancourt